# Zorac Karer

Zorac Karer (armensko: Զորաց Քարեր, lokalno Դիք-դիք քարեր Dik-dik karer) ali  Karahundž in Kareniš (armenščina: Քարահունջ և Քարենիշ), je prazgodovinsko arheološko najdišče v bližini mesta Sisian, provinca Sjunik v Armeniji. V mednarodnih turističnih lestvicah ga pogosto imenujejo tudi Armenski Stonehenge. 

## Lega
Lokacija Zorac Karer je na 39 ° 34 'dolžine 46 ° 01' na gorski planoti na nadmorski višini 1770 metrov in zavzema površino približno 7 hektarjev na levi strani kanjona reke Dar, pritok reke Vorotan, na skalnem pomolu v bližini kraja Sisian.

## Ime
Armenski zgodovinar Stepanos Orbelian v svoji knjigi Zgodovina Sjunica (I. — XII. st.) omenja, da je bila v armenski regiji Cluk (Evalakh), blizu mesta Sjunic ali Sisian, vasica, imenovana Karahundž, [5] kar pomeni 'kamniti zaklad' ali 'temeljni kamni' v armenščini.
Ime Karahundž se razlaga tako, da izhaja iz dveh armenskih besed: kar (armensko: քար), kar pomeni 'kamen', in hundž (armenščina: հունչ), kar pomeni 'zvok'. Tako ime Karahundž pomeni 'govoreči kamni'. Ta razlaga je povezana z dejstvom, da kamni v vetrovnem dnevu oddajajo žvižgajoče zvoke, predvidoma zaradi več lukenj, ki so bile v prazgodovini uvrtane v kamne pod različnimi koti.
Leta 2004 je bilo mesto z odlokom parlamenta (odločba vlade št. 1095-n, 29. julij 2004) uradno poimenovano Observatorij Karahundž.
Karahundž je v lokalnih krajih znan tudi kot Zorac Karer (Զորաց Քարեր), Dik-dik Karer (Դիք-դիք քարեր) in Cic Karer (Ցից Քարեր), kar pomeni 'navpični kamni' v ljudski armenščini.

## Kamni
Spomenik Karahundž je sestavljen iz osrednjega kroga, severnega kraka, južnega kraka, uličice N – E, strune (prečka krog) in ločenih stoječih kamnov.
Lokacija je bogata s postavitvami kamnov, pokopnimi kamnitimi zaboji in stoječimi kameni (menhirji). Skupno je bilo ugotovljenih 223 kamnov.
Višine kamnov (nad tlemi) segajo od 0,5 do 3 m in tehtajo do 10 ton. So bazaltni (andezitni) kamni, ki jih je erodiral čas in prekriva mah in lišaji številnih barv. Notranja površina lukenj je veliko bolje ohranjena. Veliko je tudi zlomljenega in drugega kamenja.
Približno 80 kamnov ima krožno luknjo, čeprav le 37 kamnov s 47 luknjami še stoji. Zanimali so ruske in armenske arheoastronome, ki nakazujejo, da bi lahko stoječe kamne uporabili za astronomska opazovanja. Sedemnajst kamnov je bilo povezanih z opazovanjem sončnega vzhoda ali sončnega zahoda ob solsticiju in enakonočju, 14 pa z lunarnimi skrajnostmi . Vendar je to vprašljivo, saj so luknje relativno neuveljavljene in po poreklu morda niso niti prazgodovinske.

## Raziskave
Astronomski pomen megalitskih struktur pri Zorac Karerju je armenski arheolog Onik Khnkikjan prvič raziskoval leta 1984. Leto pozneje je armenska astrofizičarka Elma Parsamjan domnevala o obstoju astronomskega observatorija pri Zorac Karerju (Karahundžu) in analizirala druga megalitska mesta v Metzamorju in Angeghakotu.
Preiskava radiofizika Parisa Herounija in njegove raziskovalne skupine v letih 1994–2001 jih je pripeljala do zdaj spornega zaključka, da je Zorac Karer najstarejši astronomski observatorij na svetu . Leta 1999 je Herouni stopil v stik z ameriškim astronomom in arheoastronomom Geraldom Hawkinsom, znanim po svoji analizi Stonehengea, v kateri je predlagal njegov namen kot starodavni astronomski observatorij. Profesor Hawkins je v pismu Herouniju potrdil podobne ugotovitve svojega armenskega kolega glede Zorac Karerja in zlasti navedel: »Občudujem natančne izračune, ki ste jih naredili. Najbolj sem navdušen nad skrbnim delom, ki ste ga opravili in upam, da se bo rezultat na koncu zapisal v literaturi« .
Zorac Karer so leta 2000 raziskali arheologi z Institut für Vorderasiatische Archäologie, Univeze v Münchnu, v okviru terenske raziskave prazgodovinskih najdišč v južni Armeniji. Najdišče so opredelili kot nekropolo, ki sega pretežno od srednje bronaste do železne dobe, v tem obdobju pa so našli ogromne kamnite grobnice iz tistih obdobij. Vodja ekipe Stephan Kroll je prav tako zaključil, da so linije kamnov dejansko ostanki mestnega obzidja, morda iz helenističnega obdobja, ki je bilo zgrajeno večinoma iz ruševin in ilovice in v katerem so pokončni kamni delovali kot ojačitve.
Arheoastronom Clive Ruggles je zapisal, da »neizogibno obstajajo tudi druge trditve - bolj špekulativne in manj podprte - glede astronomskega pomena najdišča. Eno je, da je mogoče astronomsko datirati v 6. tisočletje pred našim štetjem in neposredne primerjave s Stonehengeom, za katero jih zdaj malo verjame, da je bila opazovalnica, so manj kot koristne«.
Pregled starodavne astronomije na območju Kavkaza je na kratko opisal Zorac Karer (Karahundž) in navajal predhodno poročilo nedavne raziskave kot dokaz, da je nakazal astronomske poravnave k Soncu, Luni in izbranim zvezdam. Avtorji menijo, da je bil Zorac Karer morda mesto z dvojnim namenom: pokop pomembne osebe in prostor za astronomsko povezan obred.
Kritična ocena najdbe je našla več težav z arheoastronomskimi interpretacijami najdišča. Severovzhodna avenija, ki se razprostira približno 50 metrov od središča, je bila nedosledno povezana s poletnim solsticijem, glavnim severnim lunisticijem ali vzponom Venere. Herouni je predpostavil, da bi bilo treba luknje v megalitih za astronomska opazovanja dovolj natančno določiti datum solsticija, da bi bilo treba vidno polje omejiti tako, da v obstoječe luknje vstavimo ozko cev. Brez teh sprememb, za katere ni arheoloških dokazov, zatrjevani astronomski pomen orientacij lukenj izgine. Posledično je González-Garcia ugotovil, da so arheoastronomske trditve za najdišče nevzdržne, čeprav so potrebne nadaljnje preiskave za določitev astronomskega potenciala Zorac Karerja in podobnih najdišč.

## Muzej
V bližnjem mestu Sisian je majhen muzej, ki je posvečen najdbam na tem območju, vključno s paleolitičnimi petroglifi, ki jih najdemo na gorskih vrhovih na tem območju in grobnimi artefakti iz grobišča iz bronaste dobe z več kot 200 jaškastimi grobovi.

## Galerija
- Eden od kamnov z luknjo
- Vrsta kamnov
- Notranji del
- Kamniti krog
- Zorac Karer